# Xenopus itombwensis
Xenopus itombwensis е вид земноводно от семейство Pipidae. Видът е критично застрашен от изчезване.

## Разпространение
Разпространен е в Демократична република Конго.